# Juyuan
Juyuan (kinesiska: 聚源镇, 聚源) är en köping i Kina. Den ligger i provinsen Sichuan, i den sydvästra delen av landet, omkring 49 kilometer nordväst om provinshuvudstaden Chengdu. Antalet invånare är 40 521. Befolkningen består av 20 251 kvinnor och 20 270 män. Barn under 15 år utgör 10,0 %, vuxna 15-64 år 79 %, och äldre över 65 år 9,0 %.
Genomsnittlig årsnederbörd är 1 318 millimeter. Den regnigaste månaden är juli, med i genomsnitt 377 mm nederbörd, och den torraste är december, med 11 mm nederbörd.